# Maurice de Simmern
Maurice de Simmern (n. 17 decembrie 1620, Kostrzyn nad Odrą, Voievodatul Lubusz, Polonia – d. septembrie 1652, Caraibe), Conte Palatin al Rinului, a fost al patrulea fiu al principelui Frederic al V-lea, cel ce a fost doar pentru o iarnă rege al Boemiei, și al Elisabetei Stuart, fiica  regelui Iacob I al Angliei.